# Фридрихсхафен
Фри́дрихсха́фен (нем. Friedrichshafen, алем. нем. Hafe, Fridrichshafe) — город в Германии, в федеральной земле Баден-Вюртемберг на северном берегу Боденского озера.

## История
С формальной точки зрения современный город Фридрихсхафен был основан в 1811 году по желанию первого вюртембергского короля Фридриха, будучи образованным путём слияния бывшего имперского города Буххорна (Buchhorn) с деревней и монастырём Хофеном (нем. Kloster Hofen).
Первое письменное упоминание Буххорна приходится на 883 год, при этом городские права он получил, по всей видимости, в начале XIII века при императоре Фридрихе II. В 1275 году, наряду с Юберлингеном и Фрайбургом, Буххорн получил статус имперского. Однако, уже в 1280 году — ввиду финансовых проблем — Рудольф I заложил город графам фон Верденберг из побочной линии графов фон Монфорт (вплоть до 1332 года). Надеясь обеспечить себе независимость, в 1376 году Буххорн вступил в члены Швабского союза городов.
В XVI веке начался упадок городской жизни, обусловленный как религиозными столкновениями, так и многочисленными войнами. Чрезвычайно выгодно расположенный, Буххорн был ареной Крестьянской войны 1525 года и Тридцатилетней войны, причём в последней, будучи занятый шведами в 1634 году, он был переименован в Густавсбург (Gustavsburg). В ходе Коалиционных войн в конце XVIII века Буххорн был в очередной раз разрушен, и в 1802 году согласно постановлениям Люневильского мира был передан Баварии, и затем в 1810 году по Парижскому договору отошёл Вюртембергу.
В XIX веке город пережил свой расцвет: в целях торговли со Швейцарией и Австрией была значительно расширена гавань, а сам Фридрихсхафен, как теперь назывался Буххорн, стал летней резиденцией вюртембергских королей и превратился в курорт.
Открытие железнодорожного сообщения в 1847 году и регулярной паромной переправы в Романсхорн подстегнуло индустриальное развитие Фридрихсхафена. Так, уже в 1859 году была основана фирма «Hüni + Co», в настоящее время специализирующаяся на антикоррозийных покрытиях. Мировую известность городу принёс Фердинанд фон Цеппелин, в конце XIX веке перенёсший во Фридрихсхафен производство жёстких дирижаблей — цеппелинов. В 1912 году из Биссингена сюда были перенеcены производственные мощности фирмы Luftfahrzeug-Motorenbau, руководство которой возглавил Карл Майбах. В 1915 году была основана шестерёночная фабрика Zahnradfabrik. Постройку металлических самолётов в 1922 году перенял Клод Дорнье, основав фирму Dornier-Werke.
В период национал-социалистической диктатуры промышленность Фридрихсхафена быстро переориентировалась на производство военной техники (самолёты, моторы для танков, части ракетной и разведывательной техники) и широко использовала подневольный труд заключённых концентрационных лагерей (в городе располагалось отделение концлагеря Дахау) и военнопленных. Следствием стали массированные бомбардировки Фридрихсхафена в период с июня 1943 по апрель 1945 годов (к примеру Операция «Белликоз»), при этом город был на 2/3 разрушен, и в 1950-е годы был отстроен практически заново.
В настоящее время Фридрихсхафен, второй по численности населения город на Боденском озере, известен как курорт и международный выставочный центр.

## Экономика
В городе проводится множество ежегодных международных выставок:
- Выставка авиации общего назначения AERO
- Выставка товаров народного потребления IBO (Internationale Bodenseemesse)
- Выставка водного спорта Interboot
- Велосипедная выставка Eurobike
- Выставка по тюнингу автомобилей Tuning World Bodensee
- Выставка для радиолюбителей Hamfest

## Города-побратимы
- Делич, Германия
- Империя, Италия
- Пеория, США
- Полоцк, Беларусь
- Сараево, Босния и Герцеговина
- Сен-Дье-де-Вож, Франция
- Цутиура, Япония (июль 1994)[2][3]

## Галерея

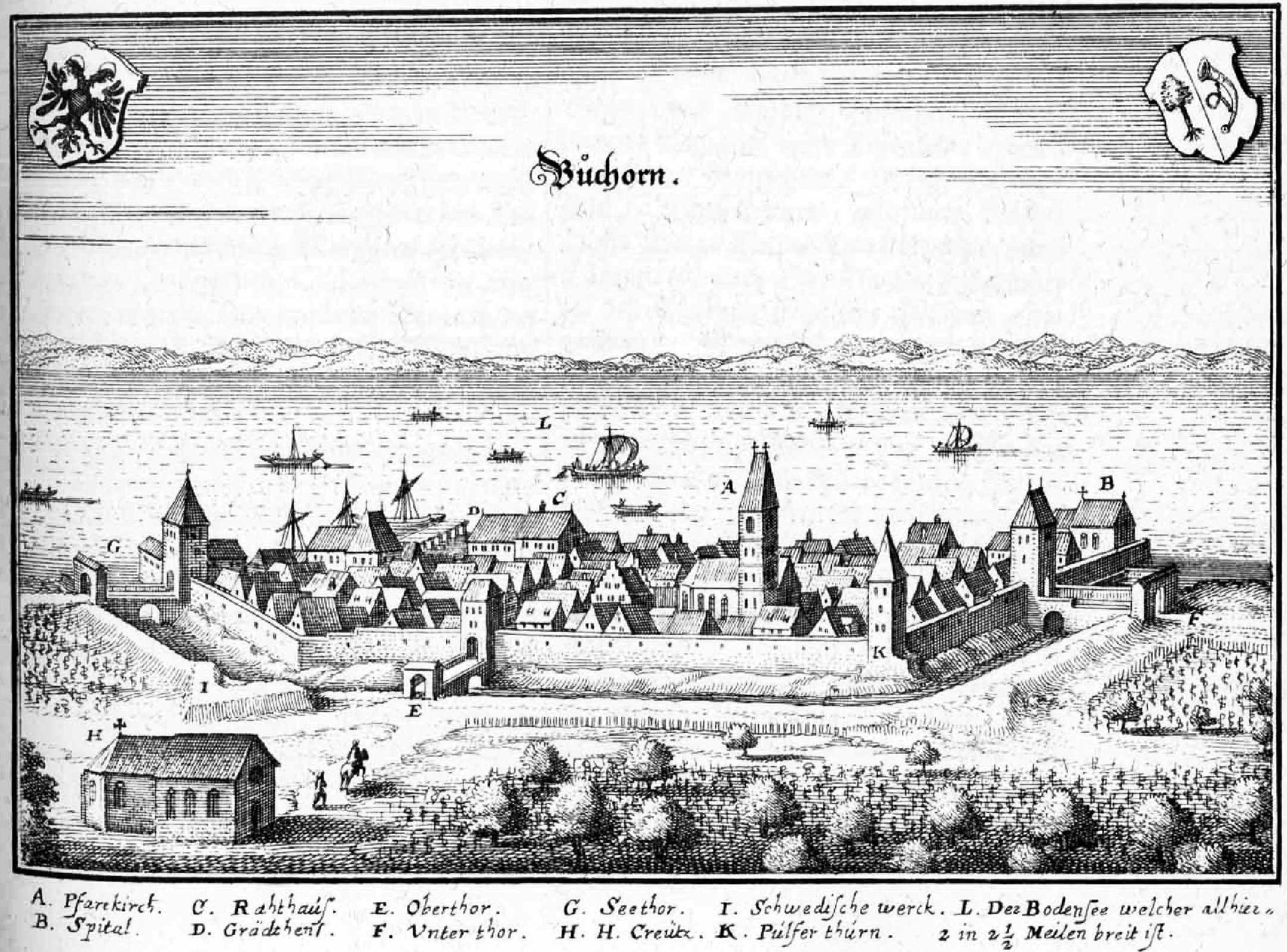
Буххорн на гравюре Мериана (сер. XVII в.)
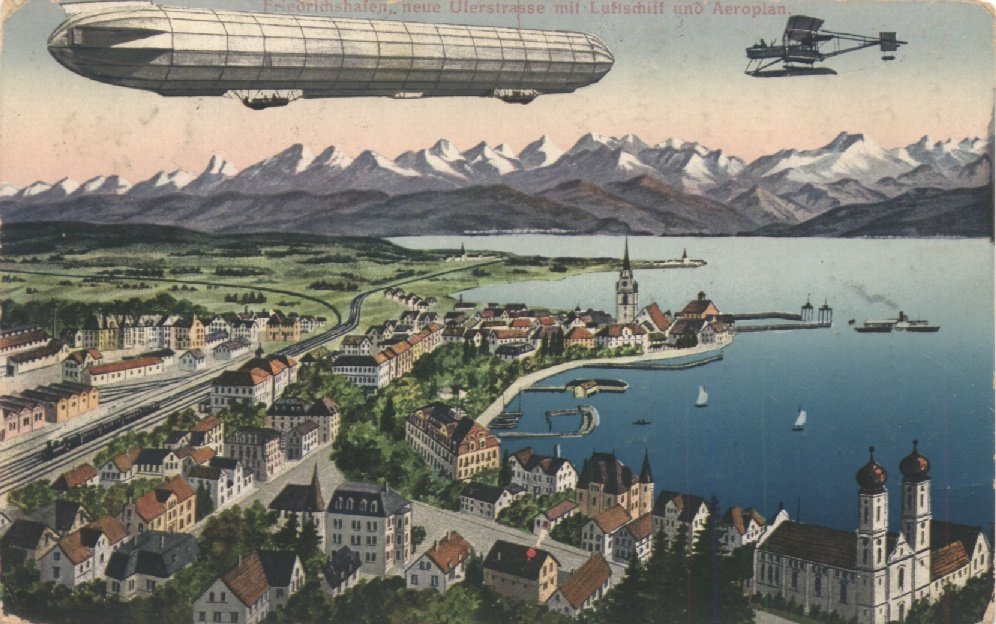
Открытка с видом Фридрихсхафена (нач. XX в.)
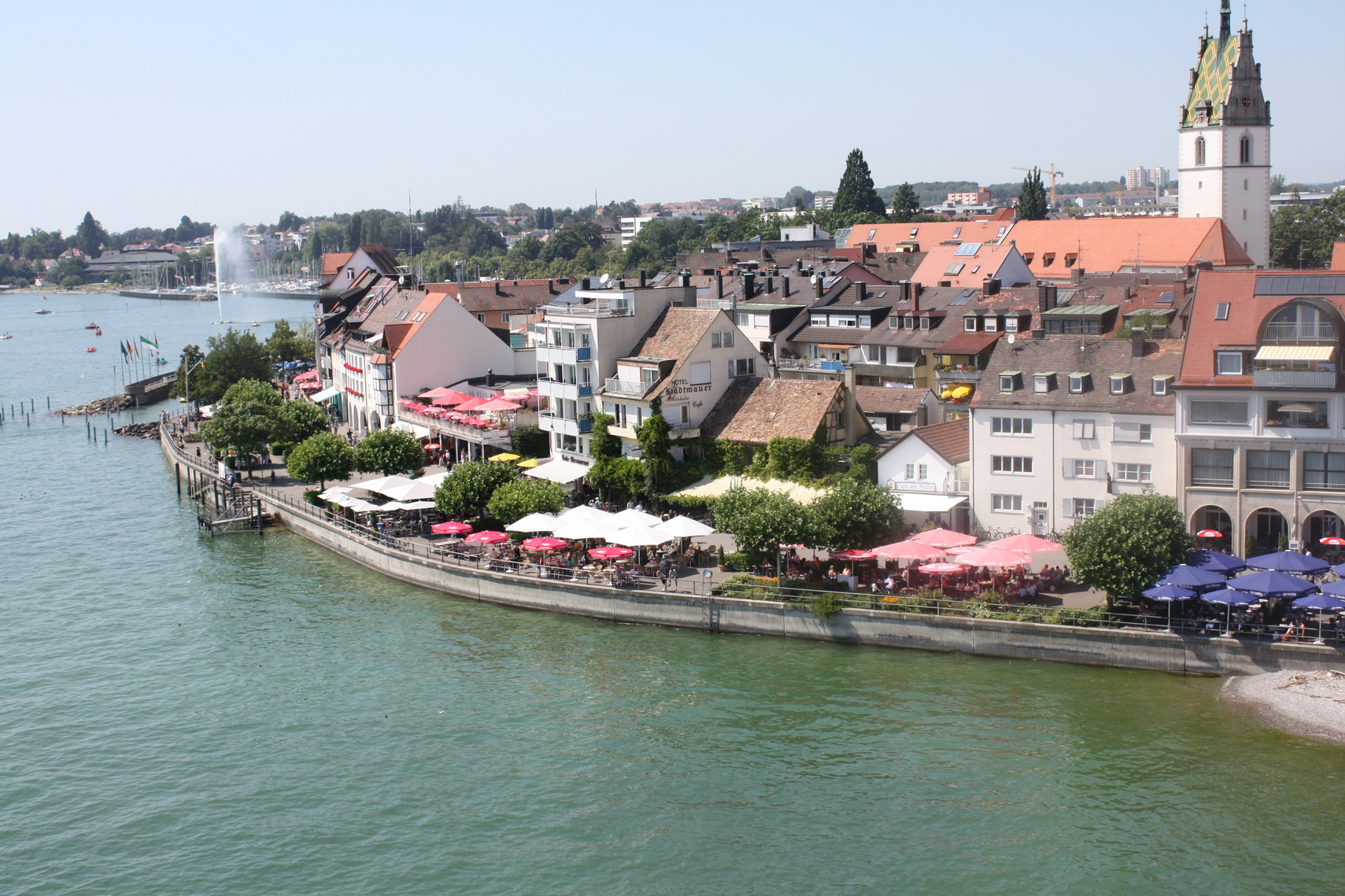
В центральной части города
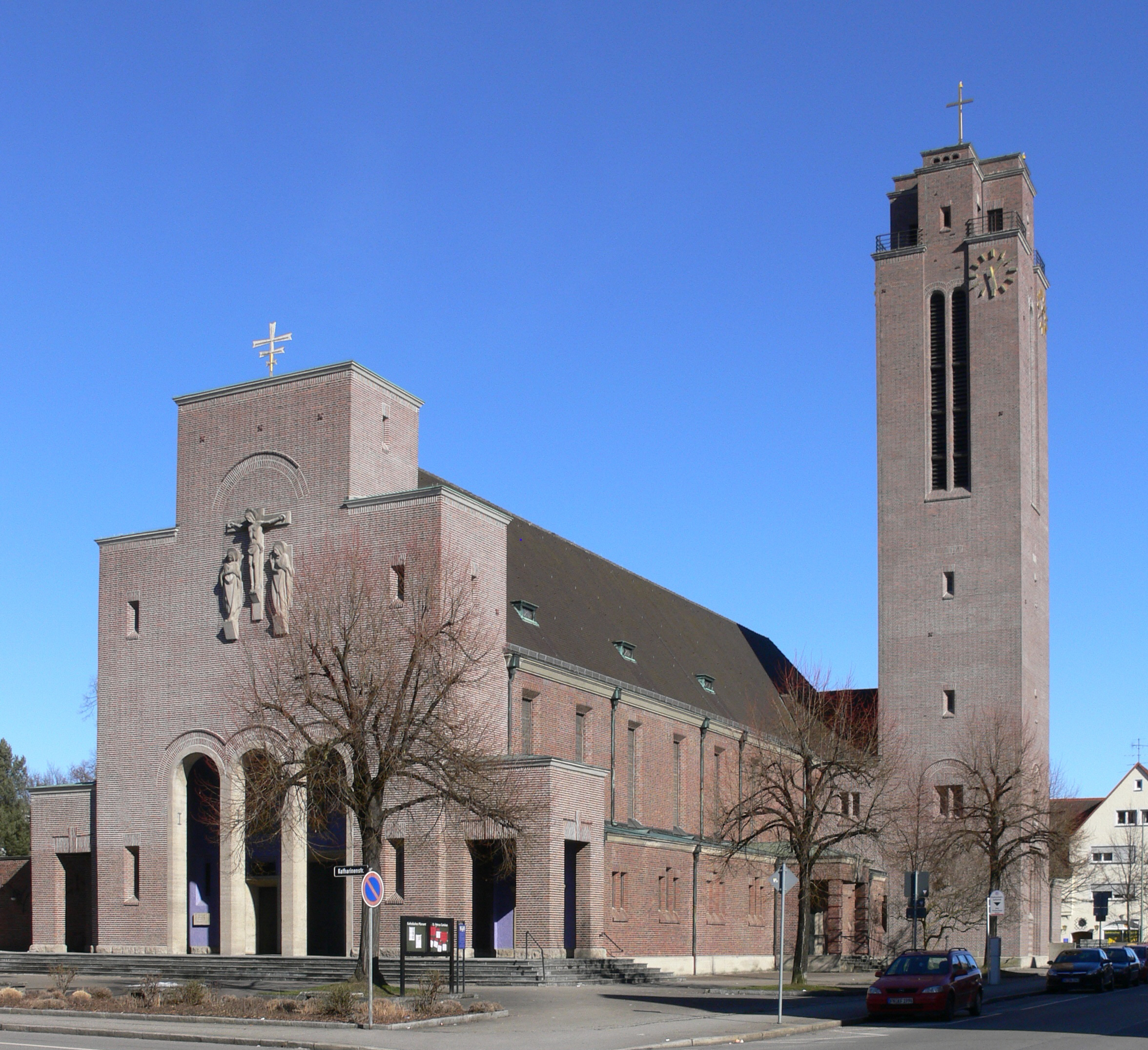
Модернистская церковь Св. Петра (1928 год)
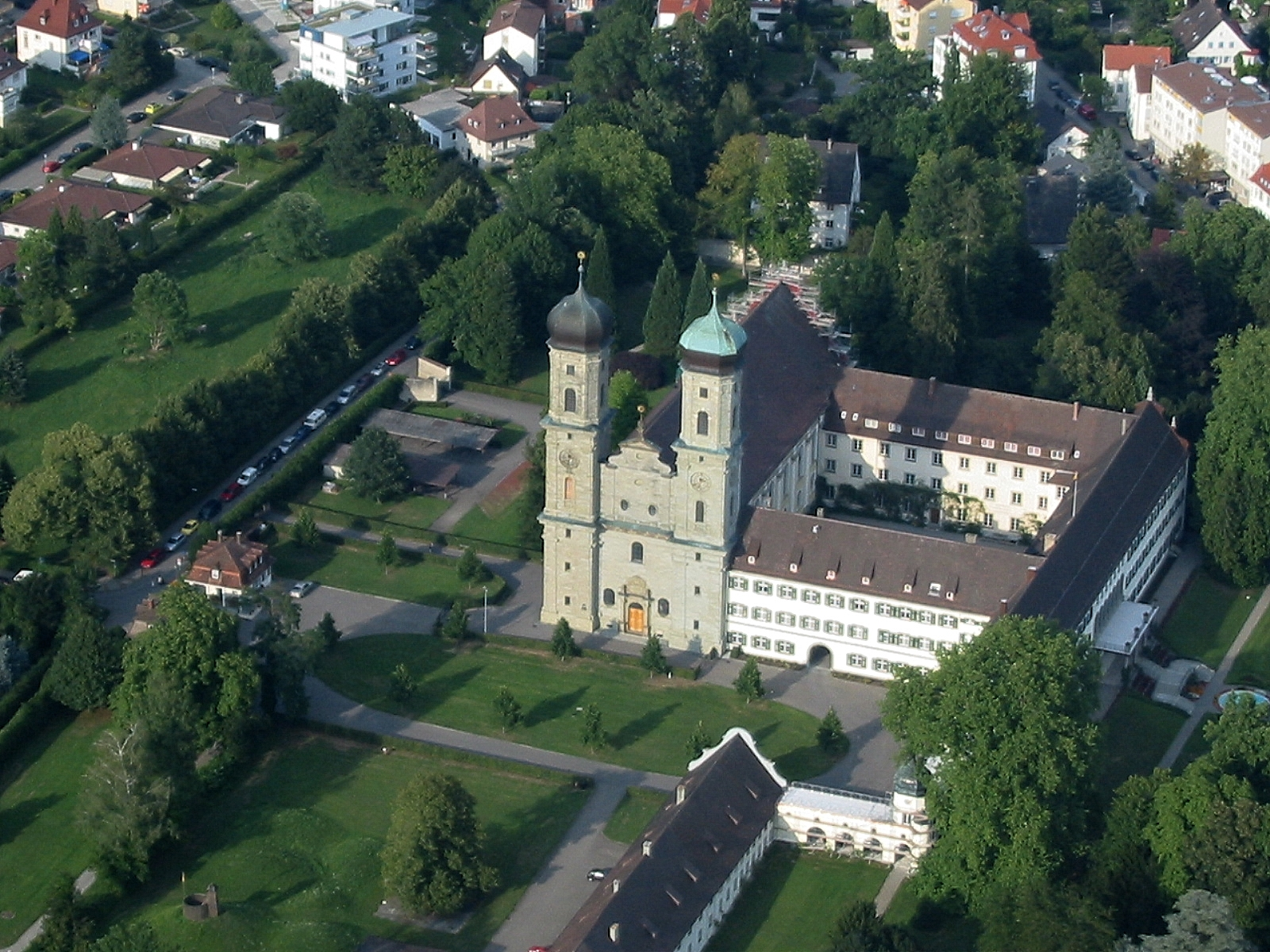
Бывшая летняя резиденция вюртембергских королей